# Daniel A. Dailey

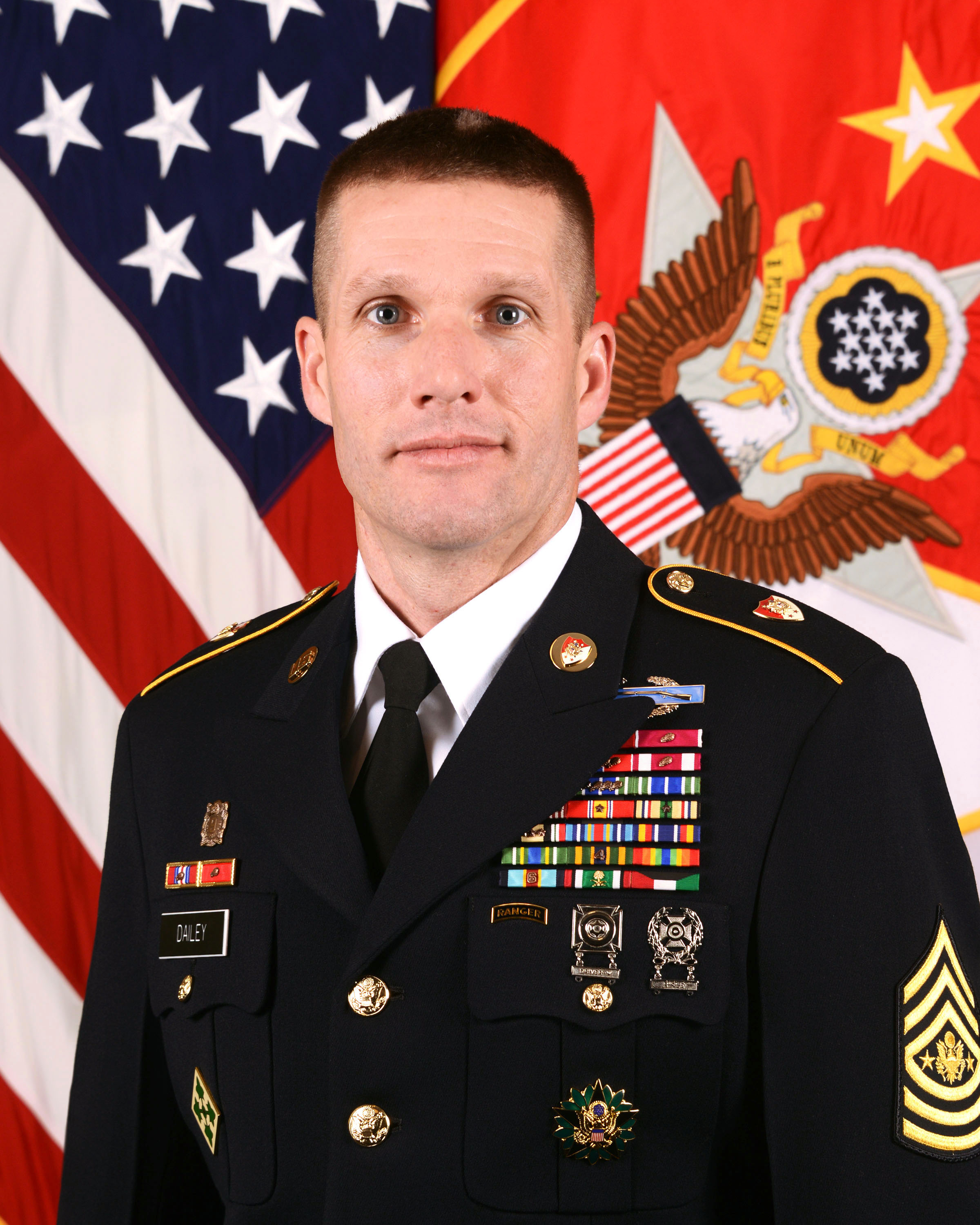
Daniel A. Dailey (2015)

Daniel A. Dailey (* 11. Januar 1969 in Palmerton, Pennsylvania) war als Unteroffizier der United States Army von 2015 bis August 2019 der 15. Sergeant Major of the Army und damit Vorgesetzter des Unteroffizierkorps und Angehöriger des Stabes des Chief of Staff of the Army.

## Biografie
Dailey trat 1989 in die Armee ein und absolvierte seine Grundausbildung in Fort Benning, Georgia. Während seiner Laufbahn war er an mehreren Standorten in den Vereinigten Staaten stationiert und diente in der 1., 2., 3. und 4. US-Infanteriedivision. Er wurde nach Lehrgängen First Sergeant und Sergeant Major. Er ist zudem Bachelor of Science in Geschichte. Er kämpfte 2004 u. a. in Irak bei der Belagerung von Sadr City, einem Stadtteil von Bagdad.
Als Sergeant Major der Army (SMA) diente er als persönlicher Berater des Generalstabschef des United States Army (Chief of Staff of the Army) als Vorgesetzter des Unteroffizierkorps in allen Angelegenheiten u. a. der Ausbildung und der Lebensqualität der Soldaten. Der SMA ist zwar ein Unteroffizier, im Protokoll jedoch höher eingeordnet als die Generalleutnants der Army.
Neben zahlreichen Auszeichnungen ist Dailey Träger des Bronze Stars sowie des Legion of Merits mit bronzenem Eichenlaub und der Meritorious Service Medal.
Er ist verheiratet und hat einen Sohn.